# Албрехт фон Хоя
Албрехт фон Хоя, също Алберт фон Хоя (на немски: Albrecht von Hoya (Albert); † 25 април 1473, Петерсхаген), е от 1436 г. до смъртта си епископ на Минден и от 1450 до 1454 г. администратор на епископство Оснабрюк.

## Живот
Той е вторият син на Ерих I фон Хоя (1370 – 1426) и съпругата му Хелена фон Брауншвайг-Волфенбютел († 1373), дъщеря на херцог Магнус II фон Брауншвайг-Люнебург и Катарина фон Анхалт-Бернбург. По-големият му брат Йохан V († 1466), последва баща му като граф на горното Графство Хоя. Братята му Ерих († 1458) и Ото († 1440) са администратори на Мюнстер и Бремен. Племенник е на Йохан I фон Хоя, епископ на Падерборн и Хилдесхайм, и на Ото IV фон Хоя, епископ на Мюнстер (1392 – 1424) и администратор на Оснабрюк (1410 – 1424).
През 1418 г. Алберт фон Хоя се записва да следва в университета на Ерфурт, където през летния семестър 1420 г. е ректор. Той става каноник в катедралите на Бремен и Хилдесхайм и архидякон на Фризия и в Емсланд. На 23 декември 1436 г. е номиниран за епископ на Минден и през април 1437 г. е ръкоположен за свещеник.
Албрехт е погребан в катедралата на Минден.